# Вольферштедт
Вольферштедт (нем. Wolferstedt) — община в Германии, в земле Саксония-Анхальт. 
Входит в состав района Зангерхаузен.  Население составляет 743 человека (на 31 декабря 2006 года). Занимает площадь 15,00 км².